# 黑眉辉蜂鸟
黑眉辉蜂鸟（学名：Heliodoxa xanthogonys），是雨燕目蜂鸟科的一种鸟类。
黑眉辉蜂鸟体重约6.99克，翼长约63毫米，嘴峰长约24.2毫米，喙宽度约2.2毫米，喙厚度约2.5毫米，跗蹠长约5.6毫米，尾长约37.5毫米。黑眉辉蜂鸟在其分布区内为留鸟，其栖息在密集的高大树木组成的森林中，食性为草食性，主要食物来源是植物的花蜜。

## 亚种
- ：分布于委内瑞拉南部和邻近的圭亚那。
- ：分布于委内瑞拉南部，巴西北部。[4]